# Doto chica
Doto chica är en snäckart som beskrevs av Ev. Marcus och Er. Marcus 1960. Doto chica ingår i släktet Doto och familjen Dotoidae. Inga underarter finns listade i Catalogue of Life.